# シンデレラ (ディズニーキャラクター)
- シンデレラ (1950年の映画) > シンデレラ (ディズニーキャラクター)
- ディズニープリンセス > シンデレラ (ディズニーキャラクター)

シンデレラ（Cinderella）は、ウォルト・ディズニー・プロダクション（現ウォルト・ディズニー・スタジオ）の長編アニメーション第12作『シンデレラ』（1950年）とその続編などに登場する架空のキャラクターであり、ディズニープリンセスの1人｡
第1作（1950年）では、シンデレラの声をアメリカの歌手兼女優のアイリーン・ウッズが担当している。続編などでは、ウッズの代わりにアメリカの女優ジェニファー・ヘイルとタミ・タッパンがキャラクターの台詞と歌唱を担当している。
父親の早すぎる死により、シンデレラは残酷な継母トレメイン夫人と嫉妬深い義姉たちに預けられ、常に虐待を受け、自分の家で雑用係として働くことを余儀なくされる。チャーミング王子が舞踏会を開いた時も、トレメイン夫人はシンデレラの出席を許さなかった。シンデレラは優しいフェアリー・ゴッドマザーに助けられ、美しいドレスとガラスの靴を身につけて舞踏会に向かうが、魔法が解けて真夜中に帰らなければならなくなる。
批評家たちは、シンデレラは愛らしく、魅力的で、時代を超越していると評している。ウッズの声も高く評価され、シンデレラは映画史上最も有名で認知度の高いプリンセスの一人となった。象徴的なガラスの靴、ドレス、ヘアスタイル、そしてスクリーン上で今までになかった変身を遂げたことで、ファッションアイコンとして確立され、『InStyle』『Entertainment Weekly』『Glamour』『Oprah.com』から称賛を受け、シューズデザイナーでファッションアイコンのクリスチャン・ルブタンも、2012年にガラスの靴をモチーフにした靴をデザインし発売した。2015年の実写版では、リリー・ジェームズがシンデレラを演じた。

## 特徴

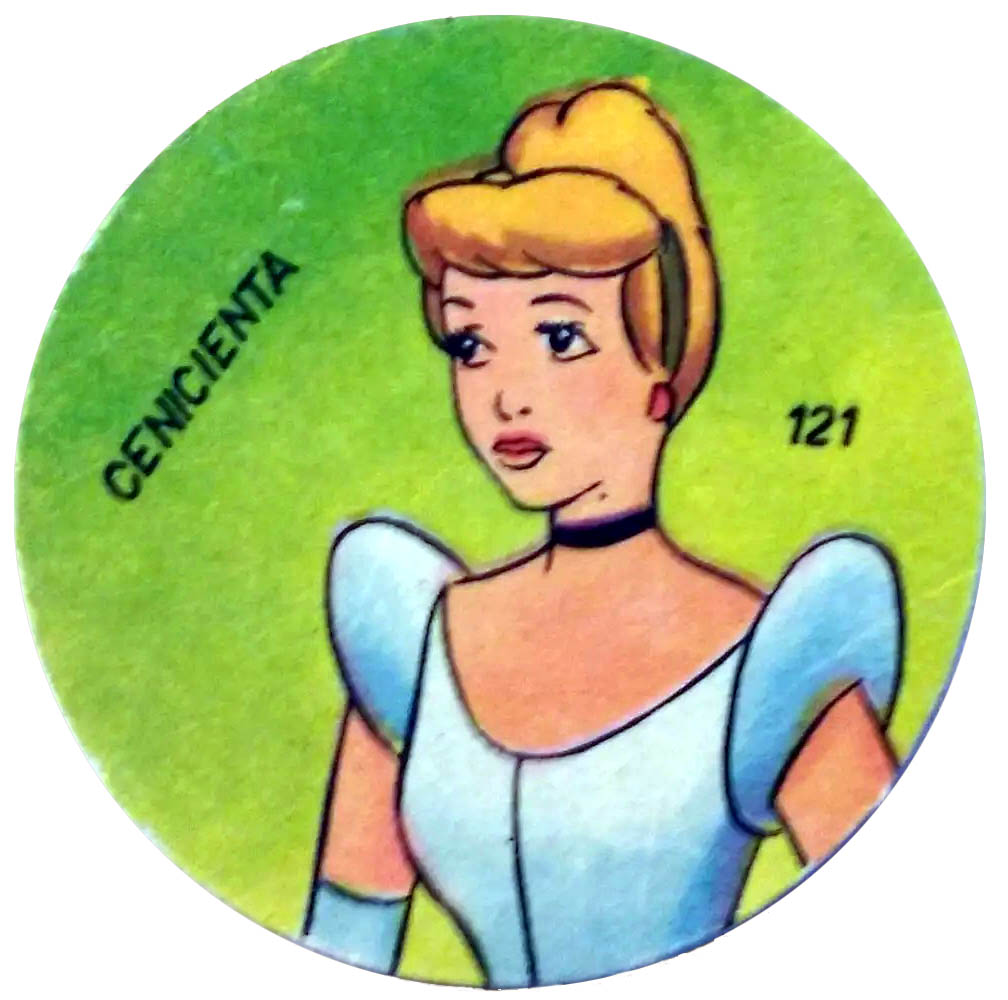
1964年のトレーディングカード

シンデレラは、セミロングのストロベリーブロンドの髪、青い目、白い肌の若い女性。体重は120ポンド（約54kg）。
元は城から離れた屋敷に住む令嬢であり、母親を幼い頃に亡くしていたため、父親の愛情を一身に浴びて育った。母親のいない彼女を不憫に思った父親の再婚により、継母のトレメイン夫人と2人の義妹アナスタシアとドリゼラを屋敷に迎える。その父親が病で亡くなると、彼女は自分の屋敷で隷属にさせられ、残酷な本性を露にしたトレメイン夫人とアナスタシアとドリゼラに苦しめられる。トレメイン夫人の憎しみは、シンデレラが自分の娘たちよりも美しいことに起因している。にもかかわらず、彼女は夢を通して希望を持ち続け、親切で穏やかで優しくあり続ける。彼女は、いつか幸せになる夢が叶い、自分の苦労が報われる日が来ると信じている。シンデレラは実直な態度を示すが、夢想家でもある。例えば、「歌えナイチンゲール（Sing Sweet Nightingale）」では、彼女は掃除と歌に気を取られ、ルシファーが掃除していた床を汚していることに気付かなかった。また、大公が行方不明のガラスの靴を持って王国を旅していると聞いた後、彼女は舞踏会で聞いた歌を口ずさみながら、夢見心地で屋根裏部屋へと戻る。また、皮肉屋で機転が利く一面もある。
ネズミや鳥たちの助けを借りて、彼女は王室の舞踏会に出席するために母の古いドレスを直す。しかし、義姉たちにドレスを無残に引き裂かれ、シンデレラは失意のどん底に突き落とされ、自分の夢が叶うことはないのではと思うようになる。
フェアリー・ゴッドマザーによって変身した姿のシンデレラの髪はフレンチツイストでまとめ、美しいブルーのドレスを纏い、ダイヤモンドのイヤリング、黒のチョーカー、銀のオペラグローブ、銀のヘッドバンドを身に着けている。雑用係としての彼女は、髪を水色のリボンで留めたポニーテールで下ろし、白いスカーフを巻き、エプロンと青色のシャツ、黒いベストと茶色のスカート、黒いフラットシューズを履いている。
彼女の姿は1950年代のフランスのオートクチュールにインスパイアされたもので、義姉たちに引き裂かれたドレスはサルバドール・ダリとエルザ・スキャパレッリのドレスにインスパイアされている。

## 製作
ディズニー版のシンデレラは、シャルル・ペローが1697年に『Histoires ou Contes du Temps Passé』に書いた『Cendrillon』というフランス版の物語を基にしている。

### 性格
原作の脚本はさまざまな脚本家によって改訂され、時にはキャラクターの解釈が異なることもあった。モーリス・ラフは、シンデレラを白雪姫ほど受動的ではなく、義家族に対してもっと反抗的なキャラクターにしようとした。ラフは、「私の考えでは、誰かがやってきて、自分のためにすべてを変えてくれるなんてことはありえない。自分で勝ち取らなければならない。だから私のバージョンでは、フェアリー・ゴッドマザーは『真夜中まではいいけど、それ以降はあなた次第よ』と言った。そのためにシンデレラがしなければならなかったことは、継母や義姉たちに反抗し、自分の家で奴隷であることをやめることだった。だから、継母や義姉たちが彼女に命令するシーンがあるが、彼女は物を投げ返す。彼女は反乱を起こしたから、継母や義姉たちは彼女を屋根裏部屋に閉じ込めた。誰も（私のアイデアを）真剣に受け止めなかったと思う」と語った。

### 登場
シンデレラはマーク・デイヴィスとエリック・ラーソンによってアニメ化されたが、2人のアニメーターはシンデレラに対して同じ認識を持っておらず、デイヴィスのシンプルさとラーソンのエレガントさがそれぞれ強調された。他のディズニー映画と同じように、ウォルト・ディズニーは女優のヘレーネ・スタンリーをシンデレラの参考として雇い、彼女はアーティストたちがスケッチを始める前に、特定のシーンでシンデレラの役を演じ、アニメーターはその動きに基づいてアニメーションのコマを描いた。彼女はその後、『眠れる森の美女』のオーロラや『101匹わんちゃん』のアニタ・ラドクリフのキャラクター製作時にも同じような仕事をした。

『アート・オブ・ウォルト・ディズニー』の著者であるクリストファー・フィンチによれば
| 「 | ディズニーは、人間のキャラクターが登場するシーンはすべて実写で撮影し、アニメーションという高価な仕事を始める前に、それが上手くいくかを判断すべきだと主張した。アニメーターたちはこのやり方を好まず、キャラクターを創造する能力が損なわれると感じていた。しかし、彼らは振り返ってみてこのアプローチの必要性を理解し、ディズニーがかなり繊細に向き合っていたことを認めた。 | 」 |

### 声優

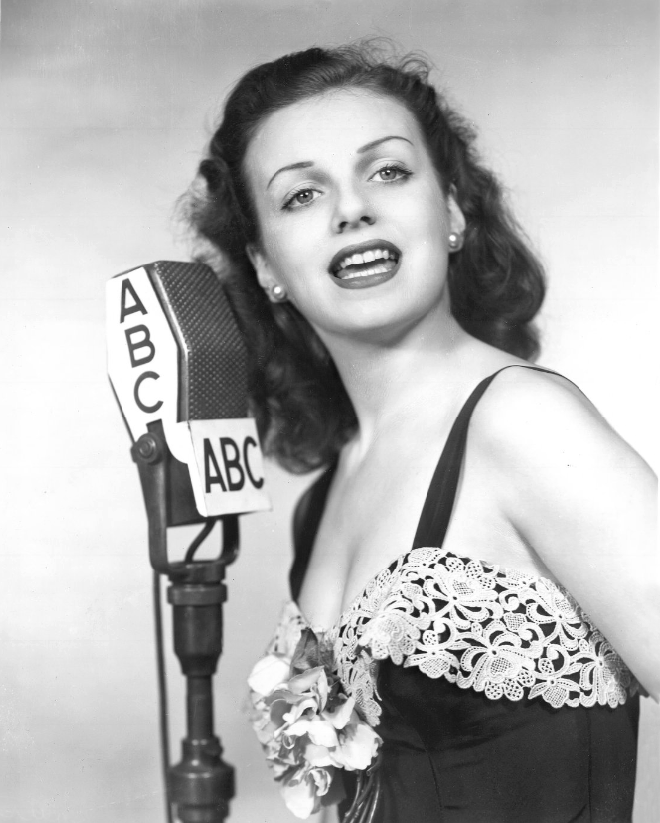
1950 年の第1作でシンデレラ声優を務めたアイリーン・ウッズ。

1950年の第1作では、シンデレラの声をアメリカの歌手であり女優でもあるアイリーン・ウッズが担当している。1948年当時、ウッズはラジオのパーソナリティを務める18歳の若手歌手で、自身の名を冠したラジオ番組『アイリーン・ウッズ・ショー』の司会を務めていた。ABCラジオで働きながら、ウッズは定期的に様々なソングライターのもとを訪れ、自分の作曲した曲を披露した。それが彼女がシンデレラのソングライターであるマック・デイヴィッドとジェリー・リビングストンに出会い、友人になるきっかけとなった。
ある日、デイヴィッドとリヴィングストンに頼まれ、ウッズは、彼らが書いた3曲のデモをレコーディングした。彼女は「ビビディ・バビディ・ブー（Bibbidi-Bobbidi-Boo）」「これが夢かしら（So This Is Love）」「夢はひそかに（A Dream Is a Wish Your Heart Makes）」の3曲をレコーディングし、ソングライターたちはそれをディズニー本人に提出した。その曲を聴いて感銘を受けたディズニーは、ウッズに個人的にコンタクトを取ることにした。それから2日後、ウッズはディズニーから連絡を受け、すぐに会う約束をした。ウッズは『ロサンゼルス・タイムズ』のインタビューで、「私たちは会ってしばらく話し、彼は『シンデレラになりたいか』と言い、私はそれに同意した」と回想した。

## 出演

### シンデレラ（1950年）
シンデレラは、義理の家族のために自分の家で雑用係として働いている。彼女は、鳥たちやガスやジャクといった荘園に住むネズミたち、ペットの犬ブルーノ、そして父親の馬メジャーと仲良しである。
彼女は動物たちと義理の家族のために朝食を用意してから家事に取り掛かる。舞踏会の招待状が届くと、シンデレラは出席したいと言う。継母であるトレメイン夫人は、シンデレラが舞踏会に出席するには、家事を終えて、相応しいドレスを用意できた時だけだと言う。シンデレラは亡き母の古いドレスを着ることに決め、それを直したいと願うが、その前に継母はシンデレラを階下に呼び、舞踏会に出席できないよう雑用をさせる。一方、ネズミや鳥たちは、自分たちでドレスを直してシンデレラを驚かせようと決心する。シンデレラの義姉たちが古くなったサッシュやビーズを捨てているのを見て、ジャクとガスはそっとそれらを回収する。捨てられたものを使って、動物たちはドレスを直すことに成功する。その夜、一家を舞踏会に送る馬車が到着するまでに、シンデレラはすべての仕事を終えていたが、舞踏会のドレスを直す時間がないことに落ち込んでいた。ネズミや鳥たちが直したドレスをプレゼントしてくれたとき、シンデレラは大喜びする。シンデレラは舞踏会に行くために義理の家族に合流しようと急いで階下に降りたが、義姉たちは自分たちが捨てたものに気づき、シンデレラを責め、ドレスを引き裂いた。シンデレラは泣きながら庭に飛び出す。
シンデレラが石のベンチで泣いていると、フェアリー・ゴッドマザーが現れ、彼女の夢を叶え、破れたドレスを美しい青いドレスに変える。ゴッドマザーは真夜中に魔法が解けることを警告する。舞踏会でシンデレラはチャーミング王子と踊り、2人はすぐに恋に落ちる。12時が近づくにつれ、シンデレラは舞踏会で魔法が解けるを防ごうと、急いで帰ろうとする。急ぐあまり、シンデレラは階段でガラスの靴を片方落してしまうが、それを取り戻すのに間に合わなかった。シンデレラは急いで馬車に乗り込み出発する。やがて魔法が解け、シンデレラのドレスは元の台無しの状態に戻る。王子とのダンスを思い出しながら、シンデレラは助けてくれたゴッドマザーに感謝する。
翌日、王子はガラスの靴に足を入れた女性と結婚すると宣言する。トレメイン夫人は、シンデレラが舞踏会で流れていたのと同じ歌を口ずさんでいるのを聞き、シンデレラがチャーミング王子が恋した女性だと悟り、シンデレラを塔に閉じ込める。しかし、後にシンデレラはネズミや鳥たちに助けられて脱出する。シンデレラはガラスの靴を履くために急いで階下に降りた。トレメイン夫人は、ガラスの靴がシンデレラの足に合うことを知っていたが、わざと衛兵をつまずかせ、ガラスの靴を粉々にする。しかしシンデレラは、もう片方の靴をとっておいたことを明かす。シンデレラはそれを履いて見せると、ぴったりだった。シンデレラと王子はすぐに結婚する。

### シンデレラII
ガスとジャックは、他のネズミたちやフェアリー・ゴッドマザーの助けを借りて、3つの物語をつなぎ合わせ、新たな物語を作っていた。第1話では、王子とのハネムーンを終えて王宮へと戻ったシンデレラに、晩餐会を取り仕切る役が言い渡される。第2話では、シンデレラはお祭りを盛り上げるための計画に取り組む。第3話では、継母のトレメイン夫人に禁じられているにもかかわらず、義理の妹アナスタシアのパン屋の主人との恋を実らせるべく手助けする。最後に、シンデレラはネズミたちが作ってくれた本を読む。

### シンデレラIII 戻された時計の針
シンデレラの勤勉な倫理観、楽観主義、献身が試される。復讐に燃え、魔法で力を得たトレメイン夫人によって、シンデレラは「幸せな生活」から魔法で引き剥がされ、幸せな生活とチャーミング王子との関係を取り戻すために動き出すことを余儀なくされる。この中で、シンデレラは、狡猾で、戦術的で、執拗で、自分を抑圧する者たちのライバルであることが示される。魔法を使わず、知性と大胆不敵さだけに頼らざるを得なかったシンデレラは、継母を打ち負かし、改心したアナスタシアとの関係を修復し、自立心と強い意志の両方を証明することで、当然の幸せな人生を手に入れることができた。

### シンデレラ（2015年／実写版）

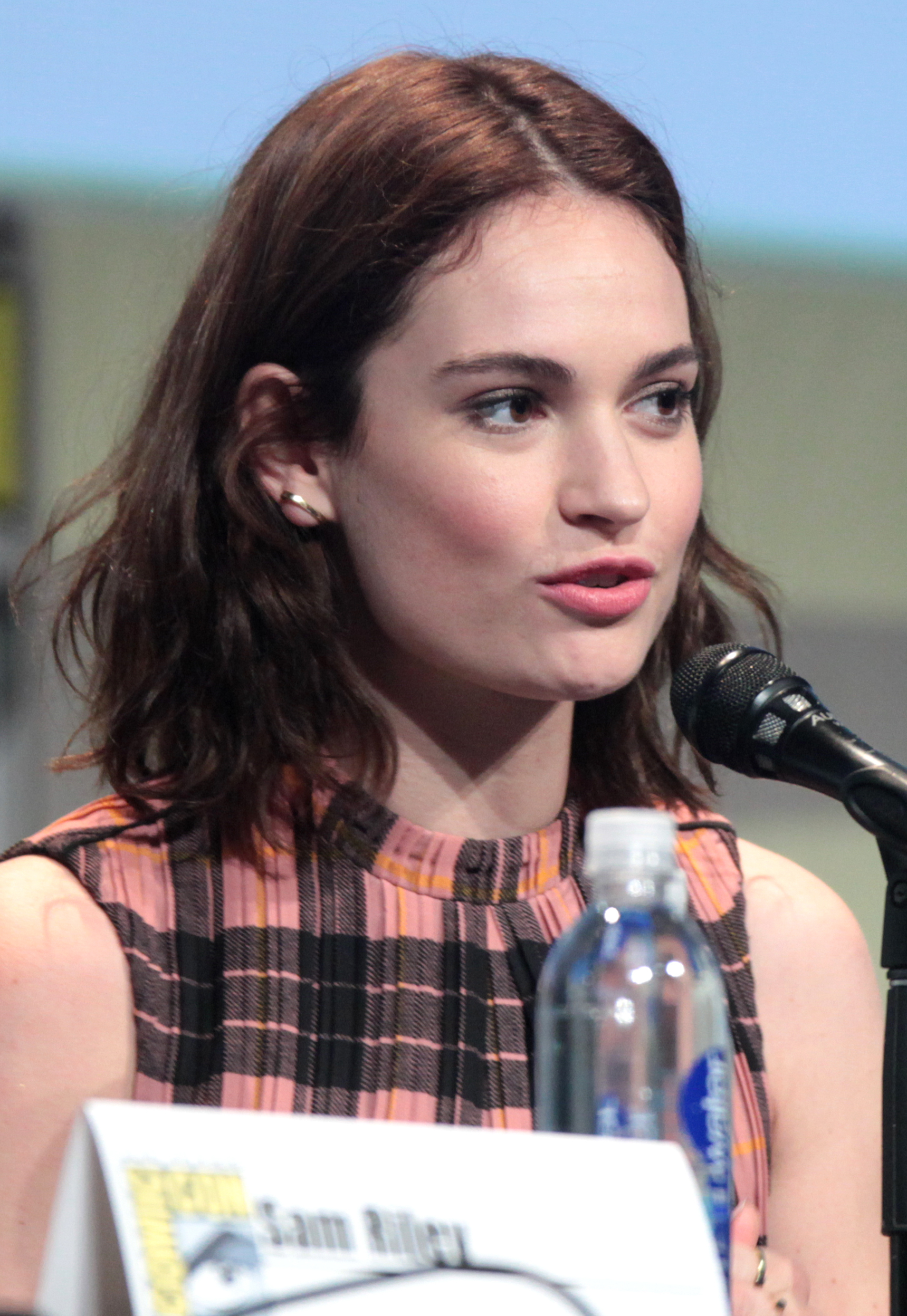
2015年の実写版でシンデレラを演じたリリー・ジェームズ

リリー・ジェームズは、2015年公開の実写版で、エラを演じている。原作同様、母の死後、彼女の父は再婚するが、その父も亡くなった後、彼女は継母であるトレメイン夫人と2人の義姉アナスタシアとドリゼラのひどい仕打ちを受けることになる。ある朝、前夜暖炉のそばで寝たために顔がすすだらけで目覚めた彼女は、彼女たちから"シンデレラ"というあだ名をつけられる。しかし1950年の映画とは異なり、彼女は舞踏会の前に森の中で王子（名前はキット）と出会う。トレメイン夫人は、エラが自分を王家の当主にし、義理の妹たちにふさわしい夫を用意するのであれば、ガラスの靴を履かせることに同意すると言いエラを脅迫しようとするが、エラはトレメイン夫人がエラの人生を台無しにした後でキットに権力を与えることを拒否する。

### 他のメディア

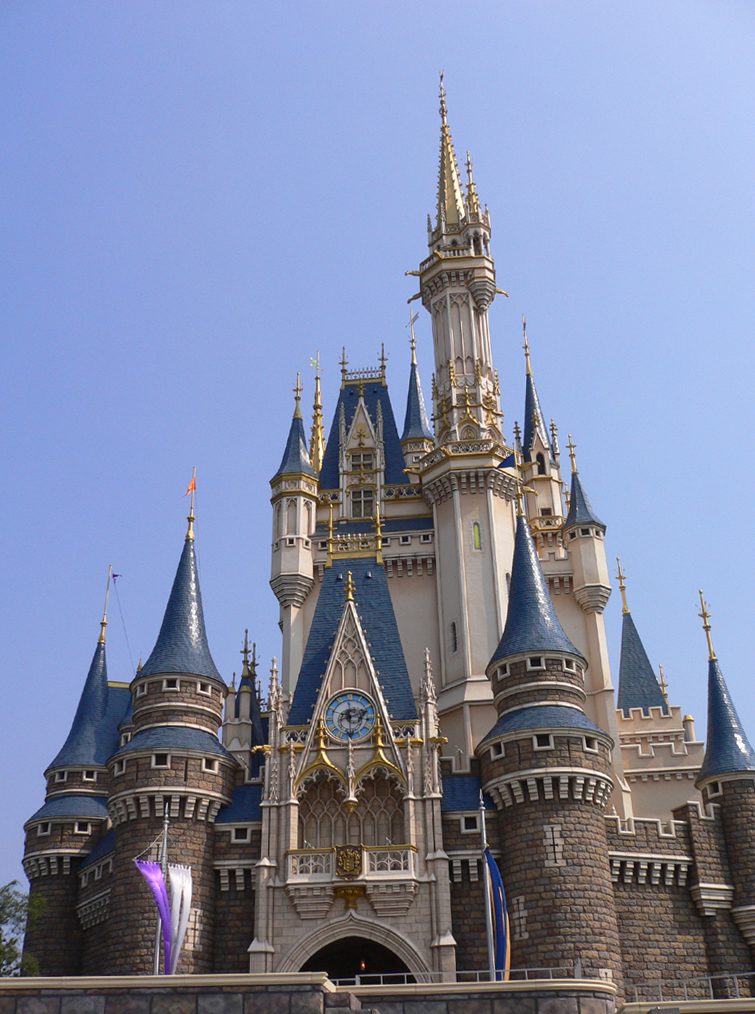
東京ディズニーランドのシンデレラ城

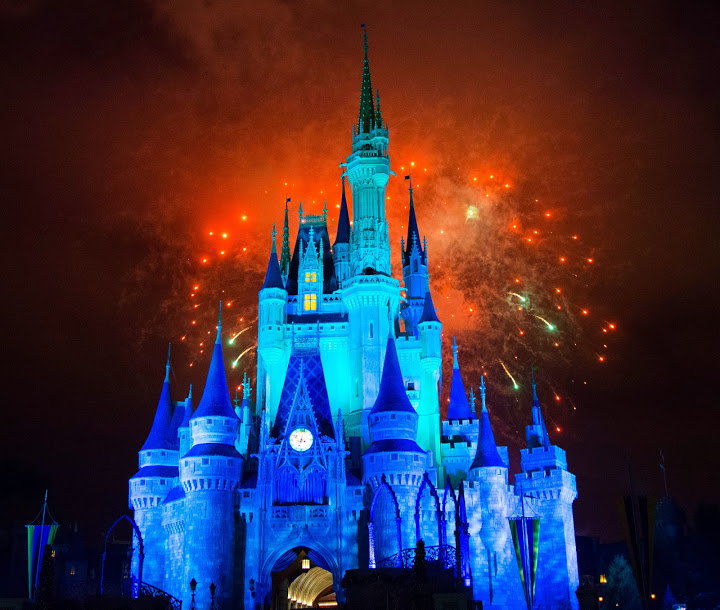
ウォルト・ディズニー・ワールドのシンデレラ城

シンデレラは、ディズニー・プリンセスの1人で、いくつかのビデオゲームやアルバムなどのグッズに登場している。漫画『きらら☆プリンセス』にもディズニープリンセスの1人として登場する。
シンデレラ城は、ウォルト・ディズニー・ワールドのマジック・キングダムと東京ディズニーランドにあるアトラクションである。どちらも、それぞれのテーマパークのアイコンとして世界的に知られている。シンデレラと他のディズニープリンセスたちは、マジック・キングダムに「プリンセス・フェアリーテイル・ホール」というグリーティング施設がある。
シットコムシリーズ『フルハウス』のシーズン6エピソード『ラブリー・ホリデー前編・後編（The House Meets The Mouse Part 1 & 2）』では、両話にシンデレラがカメオ出演している。ジェシー・シュラムは『ワンス・アポン・ア・タイム』とそのスピンオフ『ワンス・アポン・ア・タイム・イン・ワンダーランド』で実写版シンデレラを演じた。ダニア・ラミレスはシーズン7で、別のストーリーの主人公としてシンデレラの別バージョンを演じている。
シンデレラのスタジオ歌唱音声を担当するスーザン・スティーブンス・ローガンとキャメロン・テイタムは、ディズニーのさまざまなアルバムやプロジェクトでもシンデレラの声を担当している。
シンデレラは『ハウス・オブ・マウス』のゲストキャラクターとして繰り返し登場し、映画『ミッキーのマジカル・クリスマス/雪の日のゆかいなパーティー』『ミッキーの悪いやつには負けないぞ!』にも登場している。
シンデレラは、ランダムハウスから出版されているさまざまなディズニーの本にも登場する。
シンデレラは『ちいさなプリンセス ソフィア』のパイロット版映画『ちいさなプリンセス ソフィア／はじまりのものがたり』に登場し、ソフィアが義姉のアンバーと友達になる手助けをする。
テレビシリーズ『ミッキーマウス!』では、シンデレラはエピソード「クロワッサン（Croissant de Triomphe）」に登場し、ミニーのカフェにクロワッサンを届けるため、ミッキーがパリの街中をバイクで滑走する間に、チャーミング王子がガラスの靴をシンデレラの足にはめようとする城に偶然着地してしまう。彼女はまだ雑用係としての服を着ていた。その時、ミッキーは誤ってバイクで通り過ぎ、ガラスの靴を割ってしまう。
シンデレラは、2017年のD23 Expoで発表されたように、他のディズニープリンセスとともに映画『シュガー・ラッシュ:オンライン』に登場した。侵入してきたヴァネロペに対し、ガラスの靴を叩き割り、割れた先をヴァネロペに向ける過激な一面を見せたが、ヴァネロペがプリンセスであると知ると意気投合して友人となった。ヴァネロペのラフな格好を気に入り、シンデレラの友達であるネズミに服を作らせた。
『ディセンダント』シリーズでは、シンデレラとチャーミング王子の間にチャドという息子が生まれ、最初の3作に登場し、クロエという娘が4作目に登場する。シンデレラは『ディセンダント4』にも登場し、ブランディ（1997年の映画『シンデレラ』でもシンデレラを演じた）が演じ、モーガン・ダドリーは若き日の"エラ"を演じている。

### ゲーム
シンデレラは、『キングダム ハーツ』シリーズに登場する「ハートのディズニープリンセス」の1人として登場する。第1作『キングダム ハーツ』では、彼女たちの世界を破壊したマレフィセントに捕らえられてしまう。主人公のソラはシンデレラと他のプリンセスたちを助け、シンデレラは故郷に帰る。続編の『キングダム ハーツII』では、シンデレラの名前のみ登場する。前日譚『キングダム ハーツ バース バイ スリープ』では、ネズミと間違えていたヴェントゥスやアクア、テラと出会う。ファイナルミックス版では、クライマックスでマレフィセントが消滅し、彼女を捕らえた「闇の王国」に彼女の世界が登場する。
ニンテンドー3DSソフト『ディズニー マジカルワールド』にもシンデレラは登場する。シンデレラの世界は、このゲームでプレイヤーがアクセスできる4つのディズニー映画の世界の1つであり、映画に関連する多くのキャラクターやアイテムが登場する。さらに、シンデレラ城で開かれる舞踏会に参加するシーンもある。『ディズニー マジカルワールド2』にも登場し、マジックキャッスルで舞踏会を開く。
シンデレラは、ゲーム『ディズニー マジックキングダムズ』でもプレイアブルキャラクターとして登場する。また、『ディズニープリンセス: マイ・フェアリーテイル・アドベンチャー』、『ディズニープリンセス エンチャンテッド・ジャーニー』、『Kinect: ディズニーランド・アドベンチャーズ』、『クッキーラン: キングダム』、『ディズニープリンセス ファッションブティック』、『ディズニープリンセス シンデレラ城デザイナー』、『ディズニー・ドリームライト・バレー』にも登場する。

## 評価

### 批評家による評価
映画は批評家の称賛を集めたが、シンデレラ自身は現代では賛否両論の評価がある。『ニューヨーク・タイムズ』のボズレー・クラウザーは、「美しいシンデレラは、アル・キャップのデイジー・メイに匹敵する豊満な顔と体型をしている」と評している。しかし、彼女の役柄と性格を批判したボズレーは、「結果として、2人が相互に関与する状況は、パネルで表現されたエピソードのような制約と不動性を持っている。ディズニーが彼らを人間らしく振る舞わせようとしても、平凡なものになってしまう」と評している。
『フィルム4』はシンデレラを「一面的」と否定的に評している。『シカゴ・サンタイムズ』のロジャー・イーバートは、シンデレラのデザインを批判し、「もし『シンデレラ』と、『ピノキオ』や『白雪姫』のような過去の作品との間に明らかな違いがあるとすれば、それはキャラクターの外見が全体的に滑らかになっていることだ」と評し、「白雪姫自身はかなりシンプルだが、ディズニー・アニメーションの最初の10年間の他のキャラクターは、顔に個性があった。彼らは奇妙に見えることが許されていた。シンデレラは、戦後の1950年代という当たり障りのない時代から抜け出してきたようだ」と述べ、シンデレラのデザインを『Draw Me girl』に例えている。『コモン・センス・メディア』のネル・ミノウは、シンデレラの受動性が子供たちに悪影響を及ぼすことを懸念し、「シンデレラは、男性に助けられる典型的な受動的ヒロインだ」と評している。『About.com』のローリー・ボーダーは、シンデレラを単に「退屈」と表現した。『スモッシュ』のデジ・ジェダイキンは、同サイトの 「女の子にとって恐ろしいロールモデルとなる架空の人物8選」にシンデレラを入れ、「シンデレラがひどい生活から救ってくれた見知らぬ金持ちと真実の愛を見つけたことは、とても幸せなことだと思う。しかし、シンデレラが自分のためにそれをしたのなら、もっと良かったのではないか」と説明した。さらに、批評家たちは、シンデレラの脇役である動物たち、特にネズミのジャクとガス、トレメイン夫人のペットの猫ルシファーとのコミカルなやりとりやダイナミックさに好意を示し、しばしばシンデレラ自身よりも彼らを好む一方で、ヒロインが常に注目されている点を指摘している。
『TVガイド』のマイケル・シャインフェルドは、シンデレラのキャラクターと『美女と野獣』（1991年）のベルとの類似点を指摘し、「ヒロインの勇気と機知に時代を超越したものを感じ、他のおとぎ話の主人公よりも『美女と野獣』のベルに近い従弟だからだ」と評している。『ハウスタッフワークス』のヴィッキー・アーコフは、シンデレラを「史上最も有名で愛されているプリンセス」と称え、擁護し、「ディズニーのシンデレラは、受動的でナイーブな白雪姫とは違って、自分の問題を解決するのをただ待つのではなく、自分の人生をより良い方向に変えていこうと決心するプリンセスだ」と評している。レビュー収集サイトの『Rotten Tomatoes』では、「豊かな色彩、甘い歌、愛らしいネズミたちに加えて、愛すべき（苦悩しながらも）ヒロインが、シンデレラをノスタルジックで愛らしい魅力的な作品にしている」と評している。ディズニーのチーフ・クリエイティブ・オフィサーであるジェニファー・リーは、2023年に、中学時代にいじめられた時にシンデレラが助けになった言い、「家に帰ると、宿題をするときにシンデレラをかけていた。私には、シンデレラがとても虐げられているように思えたし、シンデレラは自分自身にしがみついていた」と語っている。
ウッズの演技は広く称賛されている。『バラエティ』は、「アイリーン・ウッズはシンデレラの声として、甘いソプラノを使う」と書いている。『オールムービー』のクレイグ・バトラーは「アイリーン・ウッズは、少女らしさと洗練さを併せ持つ声で、素晴らしいシンデレラを演じている。また、周囲から想像されるよりも自分の人生をコントロールできていると感じさせる落ち着きと確信を持っている」と評している。ウッズが亡くなった当時、アニメ評論家で歴史家のチャールズ・ソロモンは『ロサンゼルス・タイムズ』で「彼女の演技の魅力のひとつは、キャラクターに温かみを与えていたことだ。彼女が話し始めるやいなや、その声はマーク・デイビスのアニメーションと噛み合い、一瞬にして好感の持てるヒロインを作り上げた」と語っている。
実写版でリリー・ジェームズが演じたシンデレラは、批評家たちの間では概ね好評だった。『ウォール・ストリート・ジャーナル』のジョー・モーゲンスターンは「これ以上ないほど素晴らしいのは、主役にリリー・ジェームズが出演していることです。彼女は、灰をかぶっていても、青みがかった輝きをまとっていても、信じられないほど愛らしく、背後から照らされる光よりも明るく燃える明るい精神を持ち、心地よく贅沢なディズニーらしさの中に、もっともらしい真剣さという絶妙なバランスを保っています」と、ジェームズの演技を称賛した。『ロサンゼルス・タイムズ』のベッツィー・シャーキーは、「ジェームズは甘く元気な若い乙女に内なる輝きが宿っているかのようだ」と書いている。『タイム』のリチャード・コーリスは、「ジェームズは古典的でありながら現代的でもあるキャラクターを作り上げた」と評している。『シャーロット・オブザーバー』のローレンス・トップマンは、「ジェームズは落ち着きと気迫をうまくミックスして演じた」と書いている。『ハリウッド・リポーター』のデイヴィッド・ルーニーは、「ジェームズはこの役に『淡々とした甘さ』をもたらし、王子役のリチャード・マッデンとも『素敵な化学反応』を起こした」と書いている。

#### メディアの評価
アメリカのリベラル系オンラインメディア「ハフポスト」の2024年日本版記事における「人気のディズニープリンセスランキング」においては、ベルやエルサをおさえて1位となった。
また同年に行われた「毎日新聞」による好きなディズニープリンスを選ぶ調査アンケートでも1位を獲得している。

### 受賞歴
シンデレラは以来、フィクション、ノンフィクションを問わず、人気のあるプリンセスの1人となった。『サン・アントニオ・エクスプレス・ニュース』は、シンデレラは史上最も有名なプリンセス10人のうちの1人であると書いている。2013年、『コスモポリタン』はシンデレラを9番目に偉大なディズニー・プリンセスに選んだ。
2003年、ウッズはシンデレラの声優として「ディズニー・レジェンド・アワード」を受賞。2010年、アルツハイマー病により81歳で死去。2006年の『スターログ』のインタビューでウッズは、「私が亡くなった後も、子どもたちが私の声（シンデレラとして）を聞いているという考えが大好きだ」と語っている。2013年、『フィルム・スクール・リジェクツ』はウッズを「象徴的な役を演じた7人の無名俳優」で1位とし、「ウッズは、自分でも気づかないうちにシンデレラのオーディションを受けることに成功し、本当に高いハードルを設定した」と書いている。
2015年の実写版でシンデレラを演じたリリー・ジェームズは、ティーン・チョイス・アワードの映画女優賞（SF／ファンタジー部門）にノミネートされ、2016年のキッズ・チョイス・アワードではフェイバリット映画女優賞を受賞した。また、ハーパース・バザー・ウィメン・オブ・ザ・イヤー・アワードで2015年ブレイクスルー賞を受賞した。

### 文化的影響
文化的な側面においては、シンデレラはファッション業界に大きな影響を与えてきた。『ヤング・ハリウッド』のサラ・オスマンは、「シンデレラのドレスはとても象徴的で、舞踏会で水色のものを着るのが定石になっている」と語っている。2012年に「『シンデレラ』ダイヤモンド・コレクション」が発売されたのに合わせ、フランスの靴デザイナー、クリスチャン・ルブタンは、シンデレラの象徴であるガラスの靴を現代風にアレンジしてデザインした。ルブタンは『ザ・エクスプレス・トリビューン』のインタビューで、シンデレラは「美しさ、優雅さ、おとぎ話の愛だけでなく、靴も象徴的なキャラクター」だと語った。（ガラスの代わりに）レースを使用して透明感を出し、ヴァンプとスワロフスキーで覆われたヒールの上に蝶のデザインをあしらった靴は、ルブタンのシグネチャーである赤い靴底で仕上げられている。この靴はわずか20足しか製造されなかった。2014年、『エンターテインメント・ウィークリー』は「ディズニープリンセスたち」という記事でシンデレラを10位にランク付けした。
2014年の第86回アカデミー賞で、ケニア出身の女優で助演女優賞を受賞したルピタ・ニョンゴは、水色のプラダのドレスを着た。その後、メディアはニョンゴのドレスとシンデレラのドレスの類似性について反応した。『コスモポリタン』は、ニョンゴが「シンデレラのようなブルーのドレスとヘッドバンドで、ディズニーからヒントを得た」と書き、『デイリーニューズ』も同様に「彼女のアカデミー賞のドレスは、別のディズニープリンセスを真似た」と論評した。ニョンゴのスタイリスト、ミカエラ・アーレンジャーは、ニョンゴの外見を「ルピタ＋シンデレラ＝ルピタレラ」と表現した。さらに、何人かの批評家はニョンゴの成功を「シンデレラ・ストーリー」とみなしている。MTVによると、ニョンゴの他にも何人かのアカデミー賞出席者が、ディズニーキャラクターを思わせる似たような衣装を着ていたという。

#### 変身シーン
フェアリー・ゴッドマザーが、シンデレラのボロボロの服を美しい舞踏会のドレスへと変身させる、象徴的なミュージカルナンバー「ビビディ・バビディ・ブー」は、多くの批評家の称賛を集めた。『オールムービー』はこのシーンを「見事な出来栄え」と評し、『ヒットフィックス』は最高の瞬間と評している。『Disney.com』によると、シンデレラがドレスに変身するシーンは、今でも多くの人々に愛されており、「ディズニー・アニメーションの最も象徴的な作品のひとつ」だとしている。StyleCasterは、このシーンが「映画の変身」を広めたと書き、「シンデレラがボロ布を脱ぎ捨て、ドレスとガラスの靴を履いて以来、映画の観客は愛される変身のストーリーに夢中になった」と書いている。『グラマー』は、「今でも私たちを驚かせる13の映画の変身」のリストの中でシンデレラを取り上げ、「愉快なネズミの一団が、シンデレラの完璧なドレスを作り、舞踏会に行き、最終的に王子のハートを射止めるのを助ける映画の変身」として、このシーンの映画での役割を要約した。『Oprah.com』もまた、シンデレラを「お気に入りの映画変身」リストに入れ、この映画とディズニーを「頭からつま先まで変身させることを私たちに初めて紹介した」と評価し、「非現実的な期待が生まれる」と結論づけた。
同様に、このシーンとシンデレラの変身は、いくつかの「最高の映画変身」リストで紹介されている。『Stylist』の「映画の変身ベスト50」では、シンデレラが1位に選ばれ、彼女を「元祖変身のレシピエント」と銘打っている。さらに、このリストの他の候補者を「シネマティック・シンデレラ」と名付け、遺産を暗示している。『インスタイル』は、「最高の映画変身」リストでシンデレラを第2位にランクインさせ、「変身は、多くの少女が現実に夢見る変身である」と書いた。『インディペンデント・フロリダ・アリゲーター』は、この映画を「変身映画の中の変身映画」、「すべての始まりとなった映画」と賞賛し、「変身映画のベスト・オブ・変身映画」のリストでシンデレラを1位にランク付けした。また、Style Blazerは、「お気に入りの変身映画トップ11」でシンデレラを2位にランクインさせ、「シンデレラと彼女の貧民からプリンセスへの変身は、最高の変身のひとつとして、すでに映画史に名を残している」と結論づけた。シンデレラを「元祖フェアリー・ゴッドマザー」と呼ぶ『トータル・ビューティー』は、「映画の変身ベスト11」の記事でシンデレラを5位にランク付けした。